# Юэси (Ляншань)
Юэси́ (кит. упр. 越西, пиньинь Yuèxī) — уезд Ляншань-Ийского автономного округа провинции Сычуань (КНР).

## История
Уезд был образован в 1913 году под названием Юэси (越嶲县).
В 1939 году была образована провинция Сикан, и уезд вошёл в её состав. В 1955 году провинция Сикан была расформирована, и уезд был передан в состав Ляншань-Ийского автономного округа провинции Сычуань. В 1956 году из частей территории уездов Юэси и Чжаоцзюэ был образован уезд Цзиньсюн (普雄县). В 1959 году уезды Юэси и Цзиньсюн были объединены в уезд Юэси (越西县).

## Административное деление
Уезд Юэси делится на 5 посёлков, 35 волостей и 1 национальную волость.